# Bru Pagueras
Bru Pagueras (Espanya, segle xviii) fou un mestre de capella i clergue de Vilanova de Cubelles (antic nucli de Vilanova i la Geltrú) i també va ocupar aquesta plaça a la Catedral de la Seu d'Urgell.
Al 1780 va aconseguir el segon lloc en les oposicions per a la Real Capella de Nostra Senyora de la Victòria del Palau de la comtessa de Barcelona. Al 22 de gener de 1791 es va presentar per a ocupar la vacant del magisteri de Girona per la renúncia de Domingo Arquimbau. Amb ell es van presentar Pedro Antonio Comta, Rafael Compta i José Pons. Pons va ser elegit en aquesta cas per a substituir el antic mestre amb els mateixos càrrecs i privilegis. Al 6 de novembre de 1793, novament es va obrir la Plaça quan Pons es va traslladar a la seo metropolitana de Valencia. En aquest cas, Pagueras va acudir des de La Seu d'Urgell però amb ell es van presentar Bonventura Feliu, Mestre de capella de Taragona, Rafael Comta, submestre de la capella de Barcelona, Nicolàs Zabala, Mestre de capella de Salvador de Sevilla, i Pedro Antonio Compta que va ser el elegit a la deliberació capitular del 4 de gener de 1794.

## Obra
Tota la seva producció musical és de caràcter religiós. Es conserva en diferents llocs com:
- La Seu d'Urgell
- Canet de Mar
- Cervera
- Manresa
- Sant Joan de les Abadesses
- Tarragona
- Santa Maria del Pi
- Obres de Bru Pagueras a l'IFMuC